# Clubiona rumpiana
Clubiona rumpiana är en spindelart som beskrevs av Lawrence 1952. Clubiona rumpiana ingår i släktet Clubiona och familjen säckspindlar. Inga underarter finns listade i Catalogue of Life.